# Ibrahim y Khalid El Bakraoui
Ibrahim El Bakraoui, nacido el 9 de octubre de 1986 en Bruselas (Bélgica), y Khalid El Bakraoui, nacido el 12 de enero de 1989 también en Bruselas, ambos fallecidos el 22 de marzo de 2016, son dos de los terroristas islamistas belgas autores de los atentados del 22 de marzo de 2016 en Bélgica, y que implicaron la muerte de, al menos, treinta y una personas. El primero de ellos se inmoló en el aeropuerto de Zaventem, mientras que Khalid hizo lo propio en un ramal del metropolitano que en esos momentos dejaba la estación de Maelbeek, en el centro de Bruselas. Este atentado fue reivindicado por la organización Estado Islámico.

## Biografía
Los dos hermanos El Bakraoui eran ya conocidos de la justicia por hechos delictivos. En efecto, en el año 2010, Ibrahim El Bakraoui fue condenado a una pena de 9 años de prisión, ya que durante un robo se había enfrentado a balazos con la policía belga. En su momento, esta situación fue calificada por Freddy Thielemans (entonces burgomaestre de Bruselas) como de "hechos diversos", por lo que fue puesto en libertad condicional en 2014. Por su parte y en 2011, Khalid El Bakraoui fue condenado a 5 años de prisión por robo con violencia de vehículo (de tipo piratería en la ruta). En el momento de su arresto, Khalid El Bakraoui tenía en su poder un fusil de asalto Kalashnikov.
El 14 de julio de 2015, Ibrahim El Bakraoui fue expulsado por las autoridades turcas cuando intentaba entrar en Siria y fue devuelto a Bélgica, en donde, a pesar de sus antecedentes, se le dejó en libertad.

## Implicación en los atentados
Todo parecería indicar que los dos hermanos tenían vínculos cercanos con las actividades terroristas de Salah Abdeslam. En efecto, Khalid El Bakraoui fue la persona que, bajo un nombre falso, alquiló el apartamento de la calle Dries, en Forest, que fue teatro de las operaciones policiales del 15 de marzo de 2016.
Igualmente, esta misma persona sería quien alquiló un apartamento en Charleroi, que sirvió de apoyo a los ataques terroristas del 13 de noviembre de 2015 en París.
El 23 de marzo de 2016, se los pudo identificar como dos de los tres kamikazes autores de los atentados del 22 de marzo de 2016, ya que se comprobó que Khalid El Bakraoui hizo explotar la carga explosiva que llevaba encima, en un ramal del metro que partía de la estación de Maelbeek, y que, por su parte, Ibrahim El Bakraoui hizo lo propio en el aeropuerto de Zaventem.
Un ordenador perteneciente a Ibrahim El Bakraoui fue encontrado en un cubo de basura, donde se descubrió un testamento destinado a miembros de su familia. El terrorista allí expresaba estar en un apuro al no saber qué hacer, y tener miedo de acabar en una célula junto a Salah Abdeslam.